# Kornélios (Rodousakis)
Kornélios (vlastním jménem: Emmanuel Rodousakis; 6. března 1936, Magarikario – 14. května 2023) byl řecký kněz Jeruzalémské pravoslavné církve, arcibiskup a metropolita Petry.

## Život
Narodil se roku 1936 v Magarikario na Krétě. Roku 1951 odešel do Jeruzaléma. Vystudoval Patriarchální školu a roku 1958 byl postřižen na mnicha a přijal mnišské jméno Kornélios. Dne 30. června 1959 byl vysvěcen na diakona. Vystudoval také Teologickou školu v Halki. Kněžské svěcení přijal 29. června 1964 a o rok později byl povýšen na archimadritu. Roku 1967 byl poslán studovat na Ženevský ekumenický institut a roku 1972 byl jmenován členem Svatého synodu.
Sloužil jako vrchní kostelník, učitel a ředitel Patriarchální školy, šéfredaktor a ředitel časopisu „New Sion“ a předseda školství.
V říjnu 1976 byl zvolen arcibiskupem Sebastie. Dne 6. listopadu 1976 proběhla jeho biskupská chirotonie. Roku 1978 byl jmenován patriarchálním komisařem Betléma. Roku 1981 se stal předsedou školské rady.
Dne 11. listopadu 1991 byl zvolen metropolitou. Byl jmenován předsedou církevního soudu v Jeruzalémě a roku 2000 předsedou hospodářských záležitostí.
Po smrti patriarchy Diodora sloužil jako locum tenens (administrátor) Jeruzalémského patriarchátu. Roku 2001 se stal patriarchálním komisařem.
Roku 2005, po rezignaci patriarchy Irenaia znovu sloužil jako locum tenens.